# Erik Frykman (filolog)
Erik Frykman, född den 18 april 1919  i Göteborg, död där den 22 juli 2010, var en svensk filolog. Han var far till Anders Ahnfelt-Rønne.
Frykman avlade filosofisk ämbetsexamen vid Göteborgs högskola 1943 och filosofie licentiatexamen vid Uppsala universitet 1947. Han var lektor vid University of Aberdeen 1946–1948 och 1950–1956. Frykman promoverades till filosofie doktor 1959. Han var biträdande lärare och extra universitetslektor i Uppsala 1956–1961 och docent i engelska i Göteborg 1961–1966. Frykman var professor i engelska språket och litteraturen vid Göteborgs universitet 1967–1984. Han var även verksam som översättare av bland andra John Milton. Frykman invaldes som ledamot av Vetenskaps- och Vitterhetssamhället i Göteborg 1969, av Vitterhetsakademien 1983, av Det Norske Videnskaps-Akademi 1988 och av British Academy 1992. Han vilar på Örgryte nya kyrkogård.